# Nukulaelae
Nukulaelae este un atol al Tuvalului situat în Oceanul Pacific la sud-est de Funafuti. Atolul avea, conform recensământului din 2002, o populație de 393 de locuitori. Cei mai mulți dintre locuitori trăiesc într-un sat din nord-vestul atolului.
Nukulaelae este de asemenea unul din consiliile insulare ale Tuvalului.

## Geografie
Atolul are o lungime de 10 km și o lățime de 4 km. Laguna are o suprafață de 43 km². Nukulaelae este compus din 19 insule și insulițe:
| - Aula - Asia - Fagaua - Fenualago - Fetuatasi - Kalilaia - Kavatu - Motukatuli - Motukatuli Foliki - Motualama | - Motutala - Muliteatua - Niuoko - Tapuaelani - Teafatule - Teafuafatu - Temotuloto - Temotutafa - Tumiloto |  |